# Túria (Grècia)
Túria (grec antic: Θουρία) fou una ciutat de Messènia a la part oriental de la plana sud del país, a la vora del riu Aris. És possible que fos la mateixa ciutat que Homer assenyala amb el nom d'Antea, i altres suposen que fou Epea. Va donar nom alternatiu al golf de Messènia (Θουριάτης Κόλπος, golf de Túria).
Fou la capital dels periecs de Lacedemònia després de la submissió de Messènia, i fou el centre de la tercera guerra Messènia el 464 aC. Quan Epaminondes de Tebes va restaurar la independència de Messènia, les ciutats del país foren dependents de la nova metròpolis de Messene. El 182 aC Messene fou conquerida pels aqueus, i Túria, Fares i Àbia es van incorporar a la Lliga Aquea com a estats independents.
L'emperador August la va incorporar a Lacònia, però Tiberi la va retornar a Messènia. Quan la va visitar Pausànies va trobar dues ciutats: l'alta, construïda al cim del turó; i la baixa, poblada pels ciutadans que havien davallat del cim, però que conservaven vincles amb la ciutat del cim, principalment un temple comú d'una deessa siriana que era dins les muralles de la ciutat alta.